# Shibushi
 (janvier 2020).
Si vous disposez d'ouvrages ou d'articles de référence ou si vous connaissez des sites web de qualité traitant du thème abordé ici, merci de compléter l'article en donnant les références utiles à sa vérifiabilité et en les liant à la section « Notes et références ».
Le shibushi (ou kibouchi ou kibošy ou kibushi) est une langue parlée à Mayotte par environ 47 900 personnes en 2012. Le shibushi est la seconde langue maternelle de l'île après le shimaoré, le français étant lui la langue officielle. Comme les différents parlers malgaches, le shibushi appartient à un sous-groupe du groupe « barito » de la branche malayo-polynésienne des langues austronésiennes. Le shibushi est proche du malgache parlé dans le nord-ouest de Madagascar, à Diego Suarez et Majunga.
Les villages de Mayotte où l'on parle shibushi sont notamment :
- Dialecte Sakalava : Bambo-Est, M'Bouini, Passi-Kéli, M'Ronabéja, Kani-Kéli, Chirongui, Chiconi, Sohoa, M'Tsangamouji, M'liha, Acoua, Mtsangadoua, Hamjago, Dapani et Mtsamoudou.
- Dialecte Antalaotsy : Poroani et Ouangani.

Le shibushi est une langue du type VOS.

## Histoire
Au cours du XVIIIe siècle, d’importantes migrations malgaches ont eu lieu de la côte nord-ouest de Madagascar vers Mayotte pour former de nombreux villages.
Les Sakalaves (« ceux des longues vallées ») occupent la majeure partie de la frange côtière occidentale de l'île. Ils étaient environ 40 % de la population de Mayotte avec quelques Antalaotsy mais ont chuté très rapidement à 22 % en 2007 à cause de l'immigration sur l'île. Ils constituent un ensemble d'ethnies diverses ayant fait partie d'un ancien empire.
L'histoire des Antalotes (« ceux qui viennent d'au-delà de la mer ») est liée à celle de la région Boeny et de Mahajanga. Les Antalotes (Antalaotsy ou Antalaotes ou Antalaotra) sont des navigateurs et commerçants venues de l'extérieur, ce sont des Arabo-swahili. Ils se sont installés au Nord-Ouest de Madagascar, au Royaume Sakalave dans Majunga. Mahajanga a été fondée par eux. Ils parlent le kiantalaotsi, un dialecte né du mélange de swahili et de malgache. La conquête de Radama Ier entraina une migration assez importante des Antalaotsy vers Mayotte à la suite du roi Andriantsoly.
Les Betsimisarakas (« les nombreux qui ne se séparent pas ») constituent un regroupement de plusieurs communautés que les circonstances historiques ont unifiées.
Les Vézos (« pagayeurs ou nomades de la mer ») ont pris la fuite car ils se faisaient exploiter et maltraiter par les Mérinas.
Les Vezos et les Betsimisarakas se sont installés à Mayotte après les Sakalavas.
Les Sakalavas et les Vezos sont de la même famille car ils sont les descendants des Sakalavas de Menabe.

## Alphabet
| A   | B   | Ɓ/BB | D   | Ɗ/DD | E   | F   | G   | H   | I   | J    | K   | L   | M   | N   | Ŋ/GN | O   | P   | R   | S   | T   | V   | U   | Y   | Z   |
| a   | ɓ   | b    | ɗ   | d    | e   | f   | g   | h   | i   | j    | k   | l   | m   | n   | ŋ/gn | o   | p   | r   | s   | t   | v   | u   | y   | z   |
| [a] | [b] | [ɓ]  | [d] | [ɗ]  | [e] | [f] | [ɡ] | [h] | [i] | [dz] | [k] | [l] | [m] | [n] | [ŋ]  | [o] | [p] | [r] | [s] | [t] | [v] | [u] | [j] | [z] |

## Prononciation

### Voyelles
- A se prononce soit A soit Ya :
  - miasa (travailler) = miyasa
  - miady (se battre) = miyady
- E se prononce É :
  - feno (plein, rempli) = fénou
- O se prononce [OU/ U] :
  - feo (voix) = féou
- Ô se prononce comme un [O] normal :
  - jôro (lire, étudier) = dzorou
- Y se met à la fin des mots finissant par I :
  - fidi (choisir) = fidy)
- I se prononce I.

### Consonnes
- G se prononce "GU" :
  - glace = guilasy
  - gary (voiture) = guary
- S = se prononce soit SS [s]:
  - silipo (slip) = ssilipou
  - •Ŝ = se prononce [ʃ] :
  - Chaise (ŝiry = shiry)
  - Langue malagasy (kiboŝy = kiboushy)
- Z = se prononce Z [z] :
  - Bébé, enfant (zaza)
  - oncle (Zama)
  - •Ẑ se prononce J [ʒ] :
  - Jupe (žipo = jipo)
  - piercing (žipiny = jipiny)
  - ●2 cas exceptionnelle, leurs Z se prononce comme en anglais (ils peuvent aussi s'écrire avec Ĵ en raison de leur prononciation (Ĵañahary, Ĵoma):
  - Dieu (Zañahary = [Jañahary/ ndrañahary)
  - Vendredi (Zoma = [joma])
- N se prononce normalement [N].
- Ñ se prononce [GN] comme en espagnol :
  - Main (tañana = tagnana)
  - Aujourd'hui (Ñiany = gniany)
- TR se prononce TSH :
  - Maison (traño = tshagnou)
- DR se prononce DJ :
  - Copine(drako = djako)
- J se prononce DZ:
  - Descendre (jotso = dzoutsou)
  - Poussière (jôfo: dzofou)
  - •Ĵ se prononce dj [dʒ] :
  - Ensemble, tous (Ĵiaby = djabi)
  - Voisin(e) (Ĵirany = djirani)
- Le R est roulé.
- TS reste pareil mais peut se prononce TSH :
  - Il n'y en a pas (tsisy)
  - Remémorez (mahatsiaro = matsharo)
- Il y a également le ts de la négation TSY qui se prononce TSH :
  - Exemple : négation TSY + verbe avoir MAHAZO= tsahazo.
  - Anao tsahazo = tu en auras pas.
- Le H se prononce rarement :
  - Peur (matahotro = mataoutrou)
  - Dégoûtant (mampangaroharo = mampangarouarou)
- Les mots d'origine français/anglais se transforme :
  - C devient S : cigarette : sigarety
  - Q devient K : casquette : kaskety
  - X devient KS : Taxi : taksy
- voyelle+ i, y = ..ille(nay= naille), daday = dadaille)
- un i devant un voyelle= se prononce (y..) : (ie = iyé, ye), (io= iyou, you), (ia= iya, ya).

## Quelques exemples
| Français                                                                | shimaoré                                | shibushi sakalava                               | shibushi antalaotsy |
| ----------------------------------------------------------------------- | --------------------------------------- | ----------------------------------------------- | ------------------- |
| Bonjour                                                                 | Jeje (ou Kwezi)                         | akory                                           | akory               |
| bien, beau, magnifique                                                  | Ndjema                                  | tsara                                           | maeva               |
| La vie est belle à Mayotte.                                             | Maesha ya mazuri Maoré.                 | Tsara fipitrahagna mahore.                      |                     |
| Il comprend ? tu comprends ?... je ne comprends pas ! je comprends !... |                                         | hazony ? hazonao ?... tsy hazoko ! hazoko !...  |                     |
| jour                                                                    |                                         | andra                                           |                     |
| enfant                                                                  | mwana                                   | zaza / tsaiky                                   | zaza / tsaiky       |
| Monde / Terre                                                           | dunia / ntsi                            | tany / fotaka                                   |                     |
| ciel                                                                    | maingu                                  | vingo                                           |                     |
| eau                                                                     | maji                                    | rano                                            | rano                |
| homme                                                                   | mutru baba                              | lalahy                                          |                     |
| femme                                                                   | mutru mama                              | viavy                                           |                     |
| époux / épouse                                                          |                                         | vady lalahy / vady viavy                        |                     |
| feu                                                                     | moro                                    | mehemey                                         | mahamay             |
| roi                                                                     |                                         | ampanjaka                                       |                     |
| manger                                                                  | udya (ou ula)                           | mihinagna                                       |                     |
| boire                                                                   | unwa                                    | mindrano (boire de l'eau) / mihinogno / minogno |                     |
| bois (eau)!                                                             |                                         | minoma / midranoa                               |                     |
| donne                                                                   | nimbé                                   | ameza / amia                                    |                     |
| grand                                                                   | -bole                                   | be                                              | be                  |
| petit                                                                   | -titi                                   | hely / hily / kely                              | kely                |
| nuit                                                                    | uku                                     | haligny                                         |                     |
| matin                                                                   | asubuhi                                 | marandraigny                                    |                     |
| voleur                                                                  | mwidzi                                  | ampangalatra                                    |                     |
| il/elle vole                                                            |                                         | izy mangalatra                                  |                     |
| un vol                                                                  |                                         | halatra                                         |                     |
| je m'appelle...                                                         | wami uhiriwa...                         | zao kahindreo / agnarako                        |                     |
| Comment tu t'appelles ?                                                 |                                         | azovy agnara nao                                |                     |
| nom / prénom                                                            |                                         | agnaragna                                       |                     |
| magasin/boutique                                                        | dukan                                   | doka / dokany                                   |                     |
| Je m'en fous.                                                           | tsi chougouli hangu                     | zao tsy setry                                   |                     |
| fort                                                                    |                                         | mahery                                          |                     |
| ville / village                                                         | dago                                    | tanana                                          | tanana              |
| je - tu - il/elle - nous - vous - ils/elles                             | wami - wawe - waye - wasi - wanyu - wao | zao - anao - izy -atsika -anareo - reo          |                     |
| merci                                                                   | marahaba                                | marahaba                                        |                     |
| monsieur - madame                                                       | monye - bweni/bibi                      | lalahy - viavy                                  |                     |
| repas                                                                   | shahula                                 | hanigny                                         |                     |
| maison                                                                  | nyumba (ou dago)                        | tragno                                          |                     |
| Une pierre                                                              | buwé                                    | vato                                            |                     |
| menteur                                                                 | mnafiki                                 | mavandy                                         |                     |
| fou                                                                     | guédzé / laba                           | adala                                           |                     |
| doucement                                                               |                                         | môramôra                                        |                     |
| difficile                                                               |                                         | sarotro                                         |                     |
| facile                                                                  |                                         | môra                                            |                     |
| corbeau                                                                 |                                         | goaka                                           |                     |
| écouter                                                                 |                                         | mitandregny                                     |                     |
| la mer                                                                  | bahari                                  | ranomasigny                                     |                     |
| à la plage                                                              | mtsagani                                | an fasigny                                      |                     |
| sable                                                                   | mtsaga                                  | fasigny                                         |                     |
| aimer                                                                   | uvédjza                                 | fitiavagna                                      |                     |
| intelligence                                                            | ankili                                  | jery                                            |                     |
| boire                                                                   |                                         | midrano / mihinogno                             |                     |
| chien                                                                   | mboi                                    | fandroaka                                       |                     |
| piment                                                                  | putu                                    | pilipily                                        |                     |
| chaud                                                                   |                                         | mafana                                          |                     |
| réfléchir                                                               |                                         | mijery                                          |                     |
| trop                                                                    | soifi                                   | loatra                                          |                     |
| heure                                                                   | lèra                                    | lera                                            |                     |
| un(e) Européen(ne)                                                      | mzungu                                  | vazaha                                          |                     |
| le français (langue)                                                    | shizungu ou shifarantsa                 | kivazaha                                        |                     |
| le mahorais (langue)                                                    | shimaoré                                | kimaory                                         |                     |
| le malgache (langue)                                                    | shibushi                                | kibosy                                          | kibosy              |
| un mâle                                                                 |                                         | lahy                                            |                     |
| une femelle                                                             |                                         | vavy                                            |                     |
| grand frère / grande sœur                                               |                                         | zôky lalahy / zôky viavy                        |                     |
| petit frère / petite sœur                                               |                                         | zandry lalahy / zandry viavy                    |                     |
| frère                                                                   |                                         | rahalahy / ralahy / anadahy                     |                     |
| sœur                                                                    |                                         | rahavavy / ravavy / anabavy                     |                     |
| grand-père                                                              | bacoco                                  | dadilahy / daday                                |                     |
| grand-mère                                                              | coco                                    | dady                                            |                     |
| interdit                                                                |                                         | fady                                            |                     |
| les dents                                                               |                                         | hify                                            | nify                |
| musique                                                                 |                                         | (h)antsa                                        |                     |
| la boxe mahoraise (originaire de Madagascar)                            | mouringué                               | moraingy                                        |                     |
| le matin                                                                |                                         | marandraigny                                    |                     |
| l'après-midi                                                            |                                         | matsagna                                        |                     |
| le soir                                                                 |                                         | ariva                                           |                     |
| la nuit                                                                 |                                         | haligny                                         |                     |
| dieu                                                                    | mungu                                   | ndragnahary                                     |                     |
| en haut / en bas                                                        |                                         | agnabo / ambany                                 |                     |

### Compter
- nombre ou chiffre : isaka
- Compter : mañisaka
- unités : venty

| Nombres       | Français         | Shibushi                        |
| ------------- | ---------------- | ------------------------------- |
| 1             | un               | araiky                          |
| 2             | deux             | aroy (ou aroay)                 |
| 3             | trois            | telo                            |
| 4             | quatre           | efatra                          |
| 5             | cinq             | dimy                            |
| 6             | six              | tchouta (ou tsiota ou tshouta)  |
| 7             | sept             | fito                            |
| 8             | huit             | valo                            |
| 9             | neuf             | sivy                            |
| 10            | dix              | folo                            |
| 11            | onze             | folo araiky amby (ou ambin' ny) |
| 12            | douze            | folo aro amby                   |
| 13            | treize           | folo telo amby                  |
| 14            | quatorze         | folo efatra amby                |
| 15            | quinze           | folo dimy amby                  |
| 16            | seize            | folo tchouta amby               |
| 17            | dix-sept         | folo fito amby                  |
| 18            | dix-huit         | folo valo amby                  |
| 19            | dix-neuf         | folo sivy amby                  |
| 20            | vingt            | aro polo                        |
| 30            | trente           | telo polo                       |
| 40            | quarante         | efa polo                        |
| 50            | cinquante        | dimy polo                       |
| 60            | soixante         | tsiota polo                     |
| 70            | soixante-dix     | fito polo                       |
| 80            | quatre-vingts    | valo polo                       |
| 90            | quatre-vingt-dix | sivy polo                       |
| 100           | cent             | zato                            |
| 101           | Cent un          | zato araiky                     |
| 110           | Cent dix         | zato folo                       |
| 111           | Cent onze        | zato folo araiky amby           |
| 200           | deux cents       | aro zato (ou aroan zato)        |
| 300           | Trois cents      | Telon zato                      |
| 400           | Quatre cents     | Efan zato (le tra disparaît)    |
| 500           | Cinq cents       | Diman zato                      |
| 600           | Six cents        | Tsiotan zato                    |
| 700           | Sept cents       | Fiton zato                      |
| 800           | Huit cents       | Valon zato                      |
| 900           | Neuf cent        | Sivin zato                      |
| 1000          | mille            | arivo                           |
| 2000          | deux mille       | aroy arivo                      |
| 3000          | trois mille      | telo arivo                      |
| 4000          | quatre mille     | efatra arivo                    |
| 5000          | cinq mille       | dimy arivo                      |
| 10 000        | dix mille        | Alina                           |
| 100.000       | cent mille       | hetsy                           |
| 1.000.000     | million          | tapitrisa                       |
| 1.000.000.000 | milliard         | miliara                         |

## Vocabulaire

### Personnes
- Famille : havaña, longo
- Père : baba, papa
- Mère : mama, reny, nindry, nene, neny
- Garçon / homme : Lalahy, Lelah
- Fille / femme : Vaiavy, Viavy, Manangy, Ampisafy/ Ampisaf
- Grand-père : dady lahy, Dadilahy, Daday
- Grand-mère : dady bebe, Dadivavy, Nindribe, Renibe
- Frère, demi-frère, cousin : Anaday (frère d'une sœur) / Rahalelahy, Ralahy (frère d'un frère)
- Sœur, demi-sœur, cousine : Anabavy (sœur d'un frère) / Rahavavy, Ravavy (sœur d'une sœur)
- Jumeau, jumelle : Hambaña
- Aîné : Zokibe, Zoky (lalahy, viavy)
- Cadet : Zandry (lalahy, viavy)
- Petits-enfants : Zafy
- Beau-frère : valilahy, Valahy, valy
- Belle-sœur : Raño, rañao
- Mari, époux, épouse : Vady/ Valy
- Marié(e) : Nanambady, Nanambaly
- Mariage : fanambadiaña, Vadiaña/ Valiaña
- Fiancailles : Mafongia
- Beau-père : Rafoza
- Belle-mère : Rafoza
- Beau-fils : Ravinanto, vinanto
- Belle-fille : Ravinanto, vinanto
- Oncle : Zama, Baba (Hely/ Kely, Be)
- Tante : Angovavy, Mama/ Nindry (Be, Hely/ Kely), zena
- Enceinte : Ankibo, mavesatra
- Accoucher : Miteraka
- Né : Teraka
- Nouveau-né : Zaza mena, Zaza votiraiñy
- Bébé : Zaza (hely/ kely)
- Enfants : zanaka, zaza (diminutif), Tsaiky (tseky), Tsaky
- Humain, Humanités, Hommes : Olombelo(ño)/ Holombelo(ño))
- Voisin : Jirany, Jira
- Invité : vahiny
- Les gens, quelqu'un : Holo/ Olo, Holo/ Olo(ño)
- Il n’ y a personne : Tsisy olo/ Tsisy holo
- Beaucoup de monde : Olomaro/ Holomaro
- Tout le monde : olo jiaby
- Amie, meuf, copine : Ndrako, Drako (que pour fille)
- Ami, gars, pote : Zalahy (que pour garçon)
- Ami(e) : Namaña, nama, Havaña, Moanjany
- Ce type : Zalahy iñy
- Ces gens : Zalahy reo
- Ces gens là-bas : olo(ño) Reñy
- Amant, Amante : Amato
- Efféminé, gay : Sarimbavy, Sarambavy
- Ennemie/rival : rafy
- Bandits/ ennemis : fahavalo

### Pronoms possessifs
- Mon, ma : ko, nakahy / nakay
  - mon mari : vadyku, vady nakahy/ vadinakahy
  - mon enfant : zanako
  - mon ami(e) : havako, namako, moanjaniko
- Ton, ta : nao, na
  - ton ami(e), camarade : nama(na), nama(nao)
  - ton/ta voisin(e) : jirany nao/ jiranao
- Son, sa : nazy
  - sa mère : mamanazy
  - sa grande sœur : zoky viavy nazy / zoky viavinazy
- Notre : ntsika/tsika, nehey/nahay (ney/nay)
  - notre maison : traño tsika
  - notre enfant : zanaka nehey
  - notre nouveau-né : zaza mena ney
- Votre : Naro
  - votre père : babanaro
- Leur : dreo ou dro
  - leur oncle : zamadreo / zamadro

### Vêtements
- Tee-shirt: Ankanjo
- Vêtements : Simbo
- Tricot: Tirikô
- Chemise, chemisier : šimizy (shimizy)
- Bouton : bitô
- Soutif : kantriry
- Kamis, boubou : Ankanjo be
- Jupe : Žipo [jipou]
- Robe : Rôbo
- Pagne/paréo/sarong mahorais (femme) : salovaña
- Pagne/paréo/sarong mahorais (homme) : kitamby
- Châle mahorais : kišaly
- Pantalon : Soroaly
- Culotte : Silipo
- Caleçon : kalisô
- Collant : kôlan
- Cuir : Angoezy
- Vêtement épais : Simbo Mateviñy
- Vêtement léger : Mahiva, mahivaña
- Vêtement long : Simbo habo
- Vêtement lourd : simbo Mavesatra
- Vêtement court : simbo Fôhiky
- Aiguille : Finjetsy
- Chaussette : Liban (les petites) foban (les grandes)
- Chaussure : kaboa
- Basket : magošy / gôdasy
- Claquette : kaboa sapatry
- Sac à main : kalaga / saky
- Piercing (nez) : žipiny, jipin'
- Bague : Anperatra
- Bijou : Ravaka/ Dahabo
- Or : volamena/ dahabo
- Parfum : Ranomañitry
- Porte-feuille : pôrtofey
- Photo : sary/ photo
- Collier : Šainy (shainy)
- Boucle d’oreille : Kavy
- Bracelet : Vangovango
- Montre : Môntro
- Cannes, béquilles : Tongozo
- Casquette : kasikety
- Ceinture : Féhy kibo, sentiry
- Chapeau (les grands) : Sombrere
- Chapeau (mosquée) : kôfia
- Chapeau (en général) : satroko

### Mots interrogatifs
- Azôvy ? : Qui ?
- Ino ? : Quoi ?
- Nin' azôvy ? : C'est à qui, Pour qui ?
- Ndreky azôvy ? : Avec qui ?
- Manakôry ? : Comment ?
- Mana ino ; Nañino ? : Pourquoi ?
- Ombia ? : Quand ?
- Firy, Hôtry ino ? : Combien ?
- Aia ? : Où ?
- Sabo...? : Est-ce que...?

### Jours de la semaine
| Français | Arabe                   | Shibushi   | Malagasy    |
| Lundi    | الاثنين (Al ithnayn)    | Tinainy    | Alatsinainy |
| Mardi    | الثلاثاء (Al tholathae) | Talata     | Talata      |
| Mercredi | الاربعاء (Al arbiaae)   | Robia      | Alarobia    |
| Jeudi    | الخميس (Alkhamiss)      | lahamisy   | Alakamisy   |
| Vendredi | الجمعة (Al jomoaa)      | Zoma[joma] | Zoma        |
| Samedi   | السبت (Al sabt)         | Botsy      | Sabotsy     |
| Dimanche | الاحد (Al ahad)         | Dimasy     | Alahady     |

### Corps
- Corps : neñy, Vatañan teña
- Tête : loha
- Cheveux : fañeva
- Visage : lahara, sôra
- Sourcil : ankoesy
- Cils : volomaso
- Yeux, œil : fanenty, maso
- Joue : fify
- Nez : hôroño, ôroño
- Oreille : sofiñy
- Langue : lela
- Bouche : vava
- Lèvre : soñy
- Menton : sôko
- Gorge : feho
- Cou : vozoño
- Épaule : avay
- Aisselle : seliky
- Bras, main : tañana
- Sein : non
- Tétons : tsitsiky nono, tsitsy
- Poitrine : tratra
- Côte : tritry
- Ventre : kibo
- Nombril : foetry
- Dos : vôho
- Lombaire : tahezaña
- Rein : valahaña
- Hanche : vaniha
- Fesse : fory
- Poil de cul : volinpory
- Testicule : karojy, voankaro (voa ny karojy)
- Clitoris : lela tingy, tsotsoky
- Vulve : tingy
- Pénis : kabojy
- Érection : dangitry
- Poils pubiens : mavojy
- Anus : masontay, masompory
- Jambe : kirandra
- Cuisse : fehy
- Genou : lohaliky
- Pied : vity
- Doigts : tôndro
- Ongles : angôfo
- Bas du pied : lamba vity
- Doigts de pied : tôndro vity
- Pus : nana
- Salive : ranhivy
- Crachat : rôra
- Cracher : mandrôra
- Morve : lelo
- Crotte de nez : kôkon lelo
- Crotte d'œil : mointy
- Excrément : tay

### Phrases usuelles
- Il y a quelqu'un ? : Hôdy (hôdina)
  - Réponse :
  - bienvenue, entre (une personne) : karibo midira.
  - bienvenue, entrez (plusieurs personnes) : karibo midirabe anareo.
- bonjour général (surtout aux personnes âgées) : koezy (répondre m'bôna)
- Salut, bonjour, ça va?: -Akôry.
- Ça va ? : Akôry aly?
- Comment ca va? : Akôry (moan), aly nao/ Kara kory (moan) anao ?
  - Moan est une interjection d'admiration pour plus d'insistance.
- Comment va ton âme? -Akôry nafosy nao?
- Comment ça va à la maison? : Akôry antanana?
- Quoi de neuf ? : Ino vaovao?
- Qui es-tu? : Anao (moan) azôvy ?
- Qu'est-ce que tu fais ? -Anao mañano ino?
- Comment ça va ce matin ? Cet après-midi ? cette fin d'après-midi /Ce soir ? Cette nuit ? : Ino aly ny marandreñy ? ny matsaña? ny hariva ? ny aliñy ? (matõaliñy= minuit, très tard)
- Comment ça va depuis plusieurs jours ? : Ino aly rango andra jiaby réñy ?
- Comment ça va au village ? -Ino aly n'antanana ?
- Je suis content(e) de te voir: - za ravoravo mahita anao.
- Je vais bien/ bien : -Za tsara/ Tsara.
- Merci : -misôtra/ marahaba
- S'il te plaît : -kazafady/ tafadaly
- Je suis fatigué(e) : Za vaha.
- Je suis épuisé(e) : Za reraka.
- J'ai faim : Za mosary.
- Bonne nuit : Samy mandry mifôha (souvent prononcé samandrinfôha)
- Fais de beaux rêve : nôfy tsara !
- Fais de beaux rêves cette nuit : Mañinôfià tsara aliñy ty !

### Émotions
- Heureux, Joie, content : Ravo, ravo ravo
- Être bien (profiter) : Miaraña
- Jaloux : Mamarahy
- Manquer : Maniñy
- Rire, Rigoler, sourire : Mimohy, Mohy, mitotoky
- Satisfait : Hetsaka, etsaka
- Mauvaise attitude : Ratsy Fañahy
- Bonne attitude : Tsara fañahy
- Bonne personne (gentil(le)) : Holo tsara
- Mauvaise personne : Holo ratsy
- Je suis bonne/gentil(le) : Zao tsara Fañahy
- Je suis mauvaise/ méchant(e)/ : pas gentil(le) : Zao ratsy Fañahy
- Pleurnichard : Mangôty
- Pleur/ pleurer : Mitomañy/ tañy
- Colère, fâché : Héloko, meloko, mankenjy
- Critiquer : Mitsiko (holo), tsiko (holo)
- Grondé : Manšiaka, šiaka (shiaka)
- Sévère : Mašiaka
- Méchant : Raty, Ratsy
- Mauvais cœur, Bon cœur : Raty/Ratsy rôho, Tsara rôho
- Moquer : Mimohy holo
- Peureux, peur : Matahotro, mavozo
- Boudeur (Susceptible) : Mankenjy
- Triste : Malahelo
- Ça rend triste : Manpalahelo
- Ça fait de la peine : Manpainakinaka
- Consoler/ cajoler : Tambitambeziña
- Dégoûtant : Mampangaroharo
- Être préoccupé/ se donner de la peine : Sahiraña

### Monde naturel
- Fleur : Folera, flera
- Arbre : Kakazo
- Ombre : Haloko, aloko
- Herbes : Ahitry, haitry
- Colle (résine), résine : Dity, madity
- Pierre : Vato
- Feuille : Raviñy
- Manguier : Vodiny manga, vodin manga
- Trou : Lavaka
- Montagne : Bongo
- Dans la forêt, forêt : Añaty Ala, Ala (ou Añala)
- boue : Gôdra
- Mer : Ranomasiñy
- Marée haute/basse : Rano manonga/mijotso
- Sable : Fasiñy
- vague : Onja
- Vent : Tsiko
- Ciel : lañitry
- Nuage : mena rahoño
- Le Soleil brille : Zova mipiaka
- lune : Fanjava
- Étoile : Lakitaña
- Brouillard : Zavoño
- La pluie tombe : Mahaleny latsaka
- Coucher de soleil : zova tsôfotro
- cyclone : Sikilôny
- Foudre, tonnerre : Varatra
- Éclair : Pelaka, tselatra
- Tremblement de terre : Horohoron-tany
- inondations : Dôbo

### Animaux (insectes, animaux marins et terrestres)
- Animal : biby
- Lézard : kitsatsaka
- Caméléon : tarôndro
- Serpent : bibilava
- Corbeau : goaka
- Chien : fandrôka
- Ver : hankana
- Sauterelle : kizeza
- Hérisson : trandraka
- Abeille : antely
- Crevette : ankamba
- Fourmi : vitsiky
- Chat : moaro (moirou)
- Cochon : lambo ( lambou)
- Âne : ampondra
- Mouton : baribary
- Chèvre : bengy
- Hibou : bikibory
- Souris : voalavo
- Crabe : dakatra / kotokono
- Requin : ankio
- Vache : aomby